# Gopherschildpad
De gopherschildpad (Gopherus polyphemus) is een schildpad uit de familie landschildpadden (Testudinidae). De soort werd voor het eerst wetenschappelijk beschreven door François Marie Daudin in 1801. Oorspronkelijk werd de wetenschappelijke naam Testudo polyphemus gebruikt. De wetenschappelijke geslachtsnaam en de Nederlandstalige naam zijn afgeleid van het Engelse woord gopher, dat wroeten betekent.

## Uiterlijke kenmerken
Het schild wordt ongeveer 20 - 30 centimeter lang, de maximale schildlengte is ongeveer 38 cm. De gopherschildpad heeft een grote stompe kop om de grond opzij te duwen en afgeplatte klauwen met zeer lange nagels om te graven. Als hij buiten het hol wordt aangevallen kunnen poten en kop volledig worden teruggetrokken in het schild en de voorpoten met sterk vergrote schubben worden ervoor gevouwen. De schildpad heeft een bolvormig schild dat bij oudere dieren grijsbruin tot grijs van kleur is, jongere dieren hebben in het midden van iedere rugplaat een grote vierkante gele of oranje vlek, die vervaagt naarmate ze ouder worden. De soort kan in de natuur 40 tot 60 jaar oud worden, in gevangenschap nog wel ouder. Het duurt 20 jaar voor de schildpad geslachtsrijp is.

## Leefwijze
Het voedsel bestaat uit planten, cactussen en vruchten, maar ook wel slakken en wormen. Het is een gravende soort, die in zelfgegraven holen leeft. Omdat de schildpad tot 40 centimeter lang en dertig centimeter breed kan worden, zijn dit vrij grote holen; tot drie meter diep en tot 12 meter lang. De schildpad kan aan het einde omkeren en met de scherpe kaken indringers snel op andere gedachten brengen.

## Verspreiding en habitat
De schildpad komt voor in de Verenigde Staten in de staten Louisiana, Alabama, Georgia, South Carolina, Mississippi en in Florida. De habitat bestaat uit zanderige gebieden als open plekken in het bos met verstuivingen, duinen en heidevelden of graslanden. Soms wordt de schildpad aangetroffen met de gopherkikker (Lithobates capito), een kikkersoort die de holen van andere dieren bewoont, maar ze zijn niet aan elkaar gebonden. Ook bepaalde slangen worden weleens aangetroffen in de holen.

## Bedreiging
Alleen de mens vormt een bedreiging, mede door landschapsvernietiging en overbejaging om het vlees is de soort zeldzaam geworden en beschermd.